# Tiroteio em Westroads Mall
O Massacre do Westroads Mall foi um massacre que ocorreu em 5 de dezembro de 2007 na loja de departamentos Von Maur no Westroads Mall em Omaha, Nebraska, nos Estados Unidos. O atirador, Robert A. Hawkins, de dezenove anos, matou oito pessoas e feriu quatro, duas delas criticamente, antes de cometer suicídio. Foi o mais mortífero assassinato em massa no Nebraska desde o ataque de Charles Starkweather em 1958.

## Detalhes

### Antes do tiroteio
Uma hora antes do alvoroço, a mãe de Hawkins deu ao Departamento do xerife do condado de Sarpy sua nota de suicídio, que dizia: "Eu só quero levar alguns pedaços de merda comigo... só acho que, eu vou ser famoso [sic]."
Desarmado no início, Hawkins entrou na entrada sul da loja de departamento Von Maur em aproximadamente 1:36 p.m. CST (19:36 UTC). Depois de caminhar uma curta distância na loja, ele varreu a área, virou-se à esquerda. Voltando seis minutos depois pela mesma entrada, ele seguiu diretamente para o elevador à sua direita imediata, desta vez com um Century WASR-10 (uma cópia comercial do AKM (7,62x39 mm) espingarda semiautomática) roubado da casa de seu padrasto, escondido no casaco. Ele pegou o elevador até o último andar.

### Tiroteio
Cerca de 1:43 p.m. CST (19:43 UTC), Hawkins saiu do elevador no terceiro andar e abriu fogo. Ele matou oito pessoas e feriu quatro outras ao longo de seis minutos, antes de morrer de uma ferida de tiro auto-infligida à cabeça perto da mesa de atendimento ao cliente. Ele disparou atingindo 12 pessoas. Seis foram mortas instantaneamente, um morreu antes de chegar ao hospital, e outro morreu 45 minutos depois de chegar ao Departamento de Emergência de outro hospital.
A Polícia de Omaha chegou ao Westroads Mall cerca de seis minutos depois de receber a primeira chamada do 911. Durante os 70 segundos daquela primeira chamada, tudo que o expedidor ouviu foi tiros. Fitas de áudio e transcrições das chamadas do 911, juntamente com imagens capturadas pela câmera de segurança do shopping, foram liberados pela polícia em 7 de dezembro de 2007. Em uma chamada do 911, os tiros podem ser ouvidos.
Uma autópsia de Hawkins mostrou que ele tinha 200 nanogramas por mililitro de Valium em seu sistema, que é o ponto baixo de sua faixa de uso terapêutico (100-1500 ng/mL). Nenhum vestígio de qualquer outra droga foi encontrado em seu sistema.

## Consequências

### Vítimas
Oito pessoas foram mortas por Hawkins durante o tiroteio. Seis eram funcionários da loja Von Maur e os dois restantes eram clientes. São eles:
- Beverly Flynn, 47 (funcionário)
- Janet Jorgensen, 66 (funcionário)
- Gary Joy, 56 (funcionário)
- John McDonald, 65 (cliente)
- Gary Scharf, 48 (cliente)
- Angie Schuster, 36 (gerente de departamento)
- Dianne Trent, 53 (funcionário)
- Maggie Webb, 24 (funcionário)

Quatro das vítimas atingidas por Hawkins sobreviveram. Dois funcionários foram gravemente feridos. Fred Wilson, 61 anos, era um gerente para o departamento de atendimento ao cliente. Ele foi enviado para o Centro Médico da Universidade de Nebraska com uma ferida de tiro na parte superior do tórax. Quando chegou à sala de emergência, ele havia perdido três quartos do seu sangue e não tinha pulso. Foi informado que Wilson estava estável no fim de semana seguinte, e logo depois foi fazer algumas tentativas de comunicação. A outra vítima criticamente ferida foi a funcionária de atendimento ao cliente Micheale "Mickey" Oldham, de 65 anos, que foi enviado para o Hospital Saint Joseph do Centro Médico da Universidade Creighton. Ela sofreu ferimentos graves no abdômen e nas costas, e, das vítimas sobreviventes, ela sofreu as piores lesões..
Outra vítima sobrevivente foi o cliente Jeff Schaffart, 34 anos, que foi tratado e liberado no Centro Médico da Universidade de Nebraska por um ferimento de bala no braço esquerdo e no dedo mínimo da mão esquerda. O Departamento de Polícia de Omaha anunciou em 22 de dezembro de 2007 que Mandy Hyda, de 34 anos, recebeu uma contusão quando um fragmento de bala atingiu sua perna esquerda. Ela não foi transportada nem tratada para a lesão. Foi relatado inicialmente que havia cinco pessoas feridas (não incluindo Hyda), mas dois daqueles no local que foram enviados para hospitais locais foram enviados por outras razões além de ser baleado por Hawkins.

### Reação da comunidade
A sede corporativa de Von Maur em Davenport, Iowa, emitiu uma declaração dizendo: "Estamos profundamente entristecidos pelo espantoso tiroteio em nossa loja em Omaha esta tarde. Nosso pensamento e orações estão com as vítimas deste trágico evento, bem como suas famílias." Uma declaração semelhante foi mostrada na home page do seu site. Westroads Mall também afirmou em seu site, "Nossos pensamentos e orações permanecem com todos os afetados por esta tragédia." Sua home page também indicou que o shopping ficaria fechado até o próximo sábado, 8 de dezembro; No entanto, a loja Von Maur, onde ocorreu o incidente, não abriu até 20 de dezembro. Nos dias que se seguiram à tragédia, a loja Von Maur estava repleta de flores e sinais expressando condolências, como memórias temporárias às vítimas. Até 12 de janeiro de 2008, um fundo para as famílias das vítimas ultrapassou um milhão de dólares.

## Atirador

Robert A. Hawkins em foto do anuário da Papillion-La Vista High School.

Após o ataque, a polícia local identificou no início da noite (hora local), Robert A. Hawkins, de 19 anos, como o atirador. As vítimas foram encontradas no segundo e terceiro andar, segundo a polícia. A TV local KETV afirmou na noite que o atirador dizia, na nota, que "queria ir com estilo", em uma carta suicida deixada à sua mãe antes de cometer o crime. O jovem foi preso por consumo de álcool onze dias antes de abrir fogo no shopping.
Hawkins sofria de depressão e fora internado várias vezes em clínica de psiquiatria, além de ameaçar sua madrasta de morte vária vezes. 
Segundo Debora Maruca, cujos filhos eram amigos de Hawkins, o jovem havia rompido o namoro e sido despedido de um restaurante onde trabalhava, cerca de duas semanas antes do tiroteio, mas passava por uma fase de melhoria. De acordo com Maruca, Hawkins não estava tomando antidepressivos, mas já havia passado por tratamentos contra a depressão e crise de déficit de atenção. "Ele sofria de problemas com bebidas e, às vezes, fumava maconha no quarto", afirmou a mulher. "Hawkins gostava de ouvir música e jogar vídeo-game -- 'coisas de adolescentes'." Antes de morar na casa de Maruca, Hawkins havia dividido uma casa com alguns amigos. Antes de provocar a chacina no shopping, o jovem deixou uma nota suicida. No bilhete, entregue pela mãe do jovem, chamada apenas de "Molly", para a polícia, Hawkins pediu desculpas pelo que precisava fazer, disse que amava sua mãe e sua família mas que não seria mais um estorvo para ninguém. "O jovem termina o bilhete dizendo que queria ser famoso", completou Maruca.